# Morfonica
Morfonica ist eine fiktive japanische Rockband aus dem BanG-Dream!-Universum.
Die Gruppe wurde vom Multimediakonzert Bushiroad im März des Jahres 2020 angekündigt. Die Gruppe besteht aus der Sängerin Amane Shindō, Gitarristin Hina Suguta, Violinistin Ayasa, der Bassistin Yūka Nishio und Schlagzeugerin mika. Innerhalb des Franchise-Universums sind Mashiro Kurata (Shindō), Tōko Kirigaya (Suguta), Rui Yashio (Ayasa), Nanami Hiromachi (Nishio) und Tsukushi Futaba (mika).
Morfonica ist neben Poppin’Party, Roselia und RAISE A SUILEN die vierte der insgesamt sieben Gruppen des Franchises, die eigene Live-Konzerte bestreitet.

## Geschichte
Morfonica wurde am 1. März 2020 während des Livestreaming-Events BanG Dream! Girls Band Party! @HHW CiRCLE Live Broadcasting Pre-3rd Anniversary Special offiziell als siebte Band des BanG-Dream!-Franchise vorgestellt und ist nach Poppin’Party, Roselia und RAISE A SUILEN die vierte Gruppe, die auch Live-Konzerte spielen. Als Musiker wurden Sängerin Amane Shindō, Gitarristin Tōko Kirigaya, Bassistin Yūka Nishia, Violinistin Ayasa und Schlagzeugerin mika vorgestellt.
Am 27. Mai 2020 veröffentlichte die Band ihre Debütsingle Daylight und wurde von Tower Records zur Band des Monats gekürt. Die Single stieg auf Anhieb auf Platz zwei der japanischen Singlecharts ein, die von Oricon ermittelt werden. Dabei verkaufte sich diese Single knapp mehr als 15.000 mal innerhalb der ersten Verkaufswoche.
Das erste Konzert fand am 23. August 2020 im Fuji-Q Highland statt. Im Rahmen dieses Konzertes traten außerdem Poppin’, RAISE A SUILEN und Ami Maeshima von Pastel＊Palettes auf. Am 7. Oktober spielen Morfonica ihr zweites Konzert im Tokyo Garden Theater. Es ist zudem der erste Auftritt als Hauptgruppe. Diese Veranstaltung trägt den Namen Cantabile.
Für den 13. Januar 2021 wurde die Herausgabe der zweiten Single Bloom Bloom angekündigt. Das Lied wurde während des Debüt-Konzert im Fuji-Q Highland am 23. August 2020 erstmals live aufgeführt.

## Morfonica innerhalb des BanG-Dream!-Universums
Innerhalb des BanG-Dream!-Universums wurde die Gruppe von fünf Schülerinnen gegründet, die das erste Schuljahr der prestigevollen Tsukinomori-Mädchenoberschule besuchen.
Anlässlich des dreijährigen Bestehens des Handyspiels BanG Dream! Girls Band Party! war die Gruppe für eine kurze Zeit freischalt- und spielbar. Die Gruppe feierte in der siebten Episode der zweiten Staffel des Web-Anime BanG Dream! Girls Band Party! ☆ PICO ihre offizielle Premiere in einem Anime des Franchise.
Am 19. März 2022 wurde ein Anime-Projekt für den Sommer angekündigt, welches sich mit der Gruppe befasst.